# Dina Barberini
Dina Barberini (Tabiano Terme, Emília-Romanya, Itàlia, 17 de març de 1862 - Milà, 26 de desembre de 1932) fou una soprano i professora de cant italiana.

## Biografia
El seu nom de naixement era Brigida Barborini. Va ser descoberta per Giuseppe Verdi qui, durant una estada a Salsomaggiore Terme, va sentir-la cantar a l'Albergo Grande i li va aconsellar que estudiés cant. La jove Dina Barberini va assistir a un curs de cant coral gratuït a Parma i el 14 de febrer de 1881 el Consell de Govern li va concedir una beca de 50 lires. A continuació, es va matricular al Conservatori de Música de Milà, avui en dia anomenat Conservatori Giuseppe Verdi, amb la soprano Teresa Brambilla com a professora.
Va debutar en 1888 a Novara, en el paper de Marguerite del Faust, de Charles Gounod. A partir d'aquest moment la seva carrera com a soprano la va conduir al Teatre La Scala (1888, Aida), al Teatro Regio de Torí (1889-1890, Gli Ugonotti), al Teatro Carlo Felice de Gènova, al Politama Genovese (1896, Aida), al Teatro dell'Opera di Roma, als teatres de Lisboa i Madrid i al Gran Teatre del Liceu de Barcelona (3 de novembre de 1889, Francesca da Rimini d'Antonio Cagnoni, en la seva primera representació al Liceu, sota la direcció de Joan Goula). També va cantar als teatres de Porto, Malta, Viena, Praga, Sant Petersburg i Moscou.
Gustav Mahler la va cridar al Teatre Imperial d'Odessa, però la soprano, en 1890, va interrompre les representacions per motius de salut. Arrigo Boito la va dirigir en el seus Mefistofele, una obra que va revisar i va reduir dràsticament després d'una primera decepció. Dina Barberini també va cantar en concerts de música de cambra: al Teatre Reinach de Parma, el 30 de maig de 1910. També va actuar sota la direcció d'Arturo Toscanini. Va cantar en amb el tenor Francesco Tamagno. Va acabar la seva carrera a Montecarlo, després va establir la seva residència a Milà i en els darrers anys de la seva vida va impartir classes de cant a casa seva.
Una sala del Palau del Congrés de Salsomaggiore Terme rep el seu nom.